# Ryushin Shouchi Ryu
Ryushin Shouchi Ryu (japanisch 柳心照智流) ist eine Schule des Kobudō (jap., „alte Kriegskunst“), spezialisiert auf iaijutsu (Kunst des schnellen Schwertziehens) und wurde 2006 von Kawabata Terutaka gegründet. Die Ursprünge der Ryushin Shouchi Ryu können zurückverfolgt werden zum Tenshinsho Jigen Ryu, einer Seitenlinie des Tenshin Shoden Katori Shinto Ryu. Das derzeitige Oberhaupt der Ryushin Shouchi Ryu ist Yahagi Kunikazu.

## Geschichte
Ryushin Shouchi Ryu ist eine Seitenlinie der Tenshinsho Jigen Ryu, einer Schule gegründet von Tose Yosazaemon Osamune (japanisch 十瀬 与三左衛門 長宗, ca. 1540 bis ca. 1600) im Gebiet der Eiroku Era (1558–1570), spezialisiert auf iaijutsu und kenjutsu. Tose war ein Land besitzender Samurai aus der Provinz Hitachi. In seinen zwanziger Jahren reiste er zum Katori-Schrein, um Tenshin Shoden Katori Shinto Ryu unter dem dritten Oberhaupt der Schule Iizasa Wakasa no Kami Morinobu zu studieren. Nach fünf Jahren des Trainings erhielt er menkyo kaiden (Meisterlizenz) und setzte seine Studien im Kashima-Schrein fort. In Kashima erfuhr Tose Erleuchtung und in einem Orakel wurde ihm ein Katalog von Techniken von Takemikazuchi offenbart. Nach dieser göttlichen Eingebung kreierte er Tenshinsho Jigen Ryu; dazu verwendete er das „Tenshinsho“ (wahre und richtige Übermittlung der Gottheit des Katori-Schreins – Futsunushi) vom Tenshin Shoden Katori Shinto Ryu und fügte den Begriff „Offenbarung der Kraft des Selbst“ (Jigen) hinzu, der ihm nach seiner spirituellen Prüfung im Kashima-Schrein in diesem Zusammenhang in den Sinn kam. Danach reiste er nach Satsuma, wo er seinen späteren Nachfolger traf, Kaneko Shinkuro Morisada (japanisch 金子 新九郎 盛貞, ca. 1520 bis ca. 1585).
Das dritte Oberhaupt der Schule Terasaka Yakuro Masatsune (japanisch 赤坂 弥九郎 政雅, 1567–1594), wurde Kaneko im Alter von 13 Jahren vorgestellt, als er beginnen sollte, die Schwertkünste zu studieren, um den Tod seines Vaters zu rächen. Als er 17 Jahre alt war, hatte Terasaka die Tenshinsho Jigen Ryu gemeistert und er rächte seines Vaters Tod im Alter von 19 Jahren. Kurz danach ging er nach Kyoto, um ein Mönch zu werden im Tennen-Tempel der Soto Zen School, wo er den buddhistischen Dharmanamen Zenkitsu (善吉, auch gelesen Zenkichi) annahm. 1588 wurde Togo Shigekata Zenkitsus bester Schüler, wobei er Tenshinsho Jigen Ryu in weniger als einem Jahr meisterte. Togo Shigekata (japanisch 東郷 重位, 1560–1643) kombinierte Taisha Ryu, das er vorher von dessen Gründer, Marume Kurandonosuke Tessai, gelernt hatte und das Tenshinsho Jigen Ryu zu Jigen Ryu. Nach der Tradition blieb Tenshinsho Jigen Ryu ein gut gehütetes Geheimnis innerhalb der Jigen-Ryu- und Yakumaru-Jigen-Ryu-Linien und wurde für nahe zu 400 Jahre nur weiter übermittelt durch eine Reihe von dai (Reihe von nicht blutsverwandten Oberhäuptern einer Schule).
Das Tenshisho Jigen Ryu erlebte eine Wiederbelebung unter dem 27. Großmeister, Ueno Yasuyuki Genshin (japanisch 上野 靖之 源心, 1913–1972), als er in Asakusa, Tokyo zu unterrichten begann und das bis zu seinem Tod 1972 fortsetzte. Zu dieser Zeit begann Kawabata Terutaka (japanisch 河端 照孝, geb. 12. Juli 1940) sein Training der Schwertkunst im Sogo Budo Shobukan, das 1963 von seinem Vater gegründet worden war und unter der Leitung von Ueno Yasuyuki Genshin stand. Nach Uenos Tod setzte Kawabata sein Training fort und eröffnete schließlich das Seiseikan Dojo in Akabane, Tokio, wo er Ryushin Jigen Ryu im Jahre 2006 gründete. 2008 wurde sein bester Schüler Yahagi Kunikazu (japanisch 矢作 訓一, geb. am 5. April 1948) das zweite Oberhaupt der Ryushin Jigen Ryu.
2011 wurde der ursprüngliche Name der Schule, Ryushin Jigen Ryu, geändert auf Ryushin Shouchi Ryu. um den Zweck der Schule noch klarer zum Ausdruck zu bringen: die Kultivierung des Geistes und die Entwicklung des Körpers durch rigoroses, strenges Training. Der Name Ryushin Shouchi Ryu wurde ausgewählt vom Begründer der Schule, Kawabata Terutaka. Ryushin (japanisch 柳心) bedeutet „Geist oder Herz des Weidenbaumes“ und versinnbildlicht die Vorstellung eines Baumes, der auch im Winter seine Blätter nicht verliert, während Shouchi (japanisch 照智) übersetzt werden kann als „hell scheinende Weisheit“. Zusammen vermitteln diese Zeichen den Sinn der „Etablierung eines Zustandes unbewegter Weisheit in der alltäglichen Welt auf Basis von zugleich starkem und flexiblem Körper und Geist.“
Heute wird Ryushin Shouchi Ryu rund um den Erdball praktiziert mit mehreren Schulen in den Vereinigten Staaten, Europa und Japan. Jedes Jahr begibt sich Yahagi offiziell auf die Reise, um Trainings im Ausland abzuhalten, wo er von seinen überseeischen Studenten herzlich willkommen geheißen wird. Ryushin Shouchi Ryu ist auch Teil des alljährlichen Kobudo-Events (Kobudo Hono Embu Taikai) im Katori-Schrein, einer Veranstaltung, die seit über 25 Jahren stattfindet.